# Inlearno

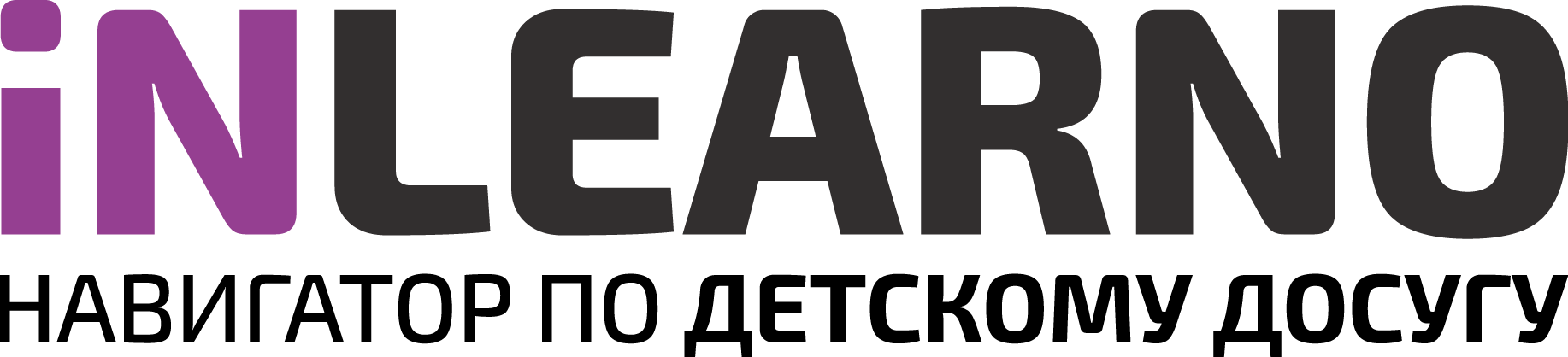
Логотип компании

Inlearno  (Инлёрно) — платформа для организации внешкольной активности детей, составления программ дополнительного образования школьников, а также инструмент организации детского досуга. Основа проекта – механизм онлайн бронирования, предоставляющий учителям и родительским комитетам сервис организации внеклассных занятий для групп школьников.

## Механизм работы
Inlearno предоставляет учителям и родителям бесплатный сервис для организации развивающих занятий, дополняющих программу общего среднего образования. Специалистами Inlearno формируется электронный каталог развивающих мероприятий, который доступен на сайте компании. Мероприятия попадают в каталог на основании прямых договоров с провайдерами выставок, экскурсий и мастер-классов и проходят обязательную проверку на предмет соответствия действительности информации, заявленной организатором.
Inlearno сотрудничает с организаторами развивающих мероприятий для школьников, а также договаривается о долговременном партнерстве по предлагаемым провайдерами услугам. Размещение в каталоге Inlearno бесплатно. При этом организаторам мероприятий предлагается удобная система управления бронированием, разработанная в рамках проекта. Включение мероприятий в каталог осуществляется на основе прямых договоров между компанией, управляющей проектом Inlearno, и провайдерами услуг сферы дополнительного образования школьников. Платные мероприятия в каталог включаются исключительно на основе равенства цены при заказе через каталог и непосредственно у организатора.

## Возможности
К началу 2016 года среди активных пользователей сервисом Inlearno около 2000 родительских комитетов. Педагоги и члены родительских комитетов получили возможность подбора мероприятий в соответствии с учебной программой и планом внеурочной деятельности, формирования группового заказа и оплаты мероприятий.
В каталоге проекта – более 3000 разовых и регулярных мероприятий от 350 организаторов.

## О проекте
Платформа Inlearno основана в 2014 году предпринимателем Александром Костиным.
Проект одобрен Министерством образования и науки Российской Федерации, поддерживается Агентством стратегических инициатив, получил положительное заключение  ФГАУ «Федеральный институт развития образования». C 2015 года компания работает не только в Москве, но и в регионах. В 2015 году на базе проекта создана телевизионная программа «Классная Афиша» для интернет-телеканала «Московский образовательный». Регулярные обзоры внеурочных мероприятий Inlearno публикуются на крупных образовательных ресурсах: в интернет-издании «МЕЛ», печатных и электронных версиях журнала «Семейное образование» .
В 2017 году компания «Образовательные технологии» за проект Inlearno получила специальную награду оргкомитета общенациональной Премии Рунета в номинации «Здоровье и досуг».